# Lijst van voetbalinterlands Duitsland - Polen
Deze lijst van voetbalinterlands is een overzicht van alle officiële voetbalwedstrijden tussen de nationale teams van (West-)Duitsland en Polen. De buurlanden speelden tot op heden 22 keer tegen elkaar. De eerste ontmoeting, een vriendschappelijke wedstrijd, werd gespeeld in Berlijn op 3 december 1933. Het laatste duel, eveneens een vriendschappelijke wedstrijd, vond plaats in Warschau op 16 juni 2023.

## Wedstrijden
| №  | Plaats            | Datum             | Competitie           | Wedstrijd              | Uitslag |
| -- | ----------------- | ----------------- | -------------------- | ---------------------- | ------- |
| 1  | Berlijn           | 3 december 1933   | Vriendschappelijk    | Duitsland – Polen      | 1 – 0   |
| 2  | Warschau          | 9 september 1934  | Vriendschappelijk    | Polen – Duitsland      | 2 – 5   |
| 3  | Breslau           | 15 september 1935 | Vriendschappelijk    | Duitsland – Polen      | 1 – 0   |
| 4  | Warschau          | 13 september 1936 | Vriendschappelijk    | Polen – Duitsland      | 1 – 1   |
| 5  | Chemnitz          | 18 september 1938 | Vriendschappelijk    | Duitsland – Polen      | 4 – 1   |
| 6  | Hamburg           | 20 mei 1959       | Vriendschappelijk    | West-Duitsland – Polen | 1 – 1   |
| 7  | Warschau          | 8 oktober 1961    | Vriendschappelijk    | Polen – West-Duitsland | 0 – 2   |
| 8  | Warschau          | 10 oktober 1971   | EK 1972 kwalificatie | Polen – West-Duitsland | 1 – 3   |
| 9  | Hamburg           | 17 november 1971  | EK 1972 kwalificatie | West-Duitsland – Polen | 0 – 0   |
| 10 | Frankfurt         | 3 juli 1974       | WK 1974              | West-Duitsland – Polen | 1 – 0   |
| 11 | Buenos Aires      | 1 juni 1978       | WK 1978              | West-Duitsland – Polen | 0 – 0   |
| 12 | Frankfurt         | 13 mei 1980       | Vriendschappelijk    | West-Duitsland – Polen | 3 – 1   |
| 13 | Warschau          | 2 september 1981  | Vriendschappelijk    | Polen – West-Duitsland | 0 – 2   |
| 14 | Zabrze            | 4 september 1996  | Vriendschappelijk    | Polen – Duitsland      | 0 – 2   |
| 15 | Dortmund          | 14 juni 2006      | WK 2006              | Duitsland – Polen      | 1 – 0   |
| 16 | Klagenfurt        | 8 juni 2008       | EK 2008              | Duitsland – Polen      | 2 – 0   |
| 17 | Gdańsk            | 6 september 2011  | Vriendschappelijk    | Polen – Duitsland      | 2 – 2   |
| 18 | Hamburg           | 13 mei 2014       | Vriendschappelijk    | Duitsland − Polen      | 0 − 0   |
| 19 | Warschau          | 11 oktober 2014   | EK 2016 kwalificatie | Polen – Duitsland      | 2 – 0   |
| 20 | Frankfurt am Main | 4 september 2015  | EK 2016 kwalificatie | Duitsland – Polen      | 3 − 1   |
| 21 | Saint-Denis       | 16 juni 2016      | EK 2016              | Duitsland − Polen      | 0 − 0   |
| 22 | Warschau          | 16 juni 2023      | Vriendschappelijk    | Polen − Duitsland      | 1 − 0   |

## Samenvatting
| Competitie        | Totaal gespeeld | Winst Duitsland | Gelijk | Winst Polen | Doelsaldo Duitsland – Polen |
| ----------------- | --------------- | --------------- | ------ | ----------- | --------------------------- |
| WK-eindronde      | 3               | 2               | 1      | 0           | 2 − 0                       |
| EK-eindronde      | 2               | 1               | 1      | 0           | 2 − 0                       |
| EK-kwalificatie   | 4               | 2               | 1      | 1           | 6 − 4                       |
| Vriendschappelijk | 13              | 8               | 4      | 1           | 24 − 9                      |
| Totaal            | 22              | 13              | 7      | 2           | 34 − 13                     |

Wedstrijden bepaald door strafschoppen worden, in lijn met de FIFA, als een gelijkspel gerekend.

## Details

### Twaalfde ontmoeting
| Vriendschappelijk (Frankfurt, West-Duitsland, 13 mei 1980):  |       |                     |
| West-Duitsland                                               | 3 – 1 | Polen               |
| Karl-Heinz Rummenigge 6' Klaus Allofs 38' Bernd Schuster 57' | goals | 35' Zbigniew Boniek |

### Vijftiende ontmoeting
| WK 2006 (Dortmund, Duitsland, 14 juni 2006): |              | |
| Duitsland | 1 – 0        | Polen |
| Oliver Neuville 90+1' | doelpunten   | |
| Jürgen Klinsmann | bondscoach   | Paweł Janas |
| Jens Lehmann Arne Friedrich 64' Bastian Schweinsteiger 77' Torsten Frings Miroslav Klose Michael Ballack Philipp Lahm Per Mertesacker Bernd Schneider Lukas Podolski 71' Christoph Metzelder | opstellingen | Artur Boruc Marcin Baszczyński Jacek Bąk Radosław Sobolewski 77' Jacek Krzynówek Maciej Żurawski 83' Michał Żewłakow Ebi Smolarek Arek Radomski Bartosz Bosacki 90+1' Ireneusz Jeleń |
| David Odonkor 64' Oliver Neuville 71' Tim Borowski 77' | wissels      | 77' Mariusz Lewandowski 83' Dariusz Dudka 90+1' Paweł Brożek |
| Michael Ballack 58' David Odonkor 68' Christoph Metzelder 70' | gele kaarten | 3' Jacek Krzynówek 85' Artur Boruc |
| | rode kaarten | 75' Radosław Sobolewski |

### Zestiende ontmoeting
| EK 2008 (Klagenfurt, Oostenrijk, 8 juni 2008): |              | |
| Duitsland | 2 – 0        | Polen |
| Lukas Podolski 20' Lukas Podolski 75' | doelpunten   | |
| Joachim Löw | bondscoach   | Leo Beenhakker |
| Jens Lehmann Marcell Jansen Clemens Fritz 56' Torsten Frings Mario Gómez 75' Miroslav Klose 90+1' Michael Ballack Philipp Lahm Per Mertesacker Lukas Podolski Christoph Metzelder | opstellingen | Artur Boruc 75' Paweł Golański Dariusz Dudka Jacek Bąk Ebi Smolarek Jacek Krzynówek 46' Maciej Żurawski Marcin Wasilewski Michał Żewłakow 65' Wojciech Łobodziński Mariusz Lewandowski |
| Bastian Schweinsteiger 56' Thomas Hitzlsperger 75' Kevin Kurányi 90+1' | wissels      | 46' Roger Guerreiro 65' Łukasz Piszczek 75' Marek Saganowski |
| Bastian Schweinsteiger 64' | gele kaarten | 40' Ebi Smolarek 60' Mariusz Lewandowski |

### Achttiende ontmoeting
| Vriendschappelijk (Hamburg, Duitsland, 13 mei 2014): |            |              |
| Duitsland | 0 – 0      | Polen        |
| | doelpunten |              |
| Joachim Löw | bondscoach | Adam Nawałka |
| - Debuut van Oliver Sorg (SC Freiburg), Christian Günter (SC Freiburg), Shkodran Mustafi (Sampdoria), Antonio Rüdiger (VfB Stuttgart), Sebastian Rudy (TSG 1899 Hoffenheim), Christoph Kramer (Borussia Mönchengladbach), Leon Goretzka (Schalke 04), André Hahn (FC Augsburg), Max Meyer (Schalke 04), Maximilian Arnold (VfL Wolfsburg), Kevin Volland (TSG 1899 Hoffenheim) en Sebastian Jung (Eintracht Frankfurt) voor Duitsland. - Debuut van Thiago Cionek (Modena) voor Polen. |            |              |

### Negentiende ontmoeting
| EK 2016 kwalificatie (Warschau, Polen, 11 oktober 2014): |              | |
| Polen | 2 – 0        | Duitsland |
| Arkadiusz Milik 51' Sebastian Mila 88' | doelpunten   | |
| Adam Nawałka | bondscoach   | Joachim Löw |
| Wojciech Szczęsny Tomasz Jodłowiec Jakub Wawrzyniak 84' Łukasz Piszczek Łukasz Szukała Kamil Glik Kamil Grosicki 71' Maciej Rybus Grzegorz Krychowiak Robert Lewandowski Arkadiusz Milik 77' | opstellingen | Manuel Neuer Jérôme Boateng Mats Hummels Erik Durm 83' Antonio Rüdiger Toni Kroos Karim Bellarabi Mario Götze 71' Christoph Kramer Thomas Müller 77' André Schürrle |
| Waldemar Sobota 71' Sebastian Mila 77' Artur Jędrzejczyk 84' | wissels      | 71' Julian Draxler 77' Lukas Podolski 83' Max Kruse |
| Łukasz Szukała 20' Robert Lewandowski 56' Łukasz Piszczek 90+3' | gele kaarten | 24' Jérôme Boateng 86' Karim Bellarabi |
| - Eerste overwinning ooit van Polen op Duitsland. - Debuut van Karim Bellarabi (Bayer 04 Leverkusen) voor Duitsland.                                                                         |              | |

### Twintigste ontmoeting
| EK 2016 kwalificatie (Frankfurt am Main, Duitsland, 4 september 2015):                                                                                          |              | |
| Duitsland | 3 – 1        | Polen |
| Thomas Müller 12' Mario Götze 19' Mario Götze 82' | doelpunten   | 36' Robert Lewandowski |
| Joachim Löw | bondscoach   | Adam Nawałka |
| Manuel Neuer Jérôme Boateng Jonas Hector Mats Hummels Bastian Schweinsteiger Mesut Özil Toni Kroos Karim Bellarabi 53' Mario Götze 90+1' Thomas Müller Emre Can | opstellingen | Łukasz Fabiański 43' Łukasz Piszczek Łukasz Szukała Kamil Glik Tomasz Jodłowiec Maciej Rybus 63' Krzysztof Mączyński Grzegorz Krychowiak 83' Kamil Grosicki Robert Lewandowski Arkadiusz Milik |
| İlkay Gündoğan 53' Lukas Podolski 90+1' | wissels      | 43' Paweł Olkowski 63' Jakub Błaszczykowski 83' Sławomir Peszko |
| | gele kaarten | 8' Maciej Rybus 66' Kamil Grosicki |
| - Debuut van Emre Can (Liverpool FC) voor Duitsland. |              | |